# Nguyễn Quang Hải (football, 1985)
Pour le footballeur international vietnamien né en 1997, voir Nguyễn Quang Hải (football, 1997).
Nguyễn Quang Hải, né le 1er novembre 1985 à Nha Trang, dans la province de Khánh Hòa, est un footballeur international international vietnamien qui évoluait au poste d'attaquant. Il compte 40 sélections avec le Viêt Nam.

## Biographie

### Carrière en club
Il devient célèbre après un tournoi national U-21 réussi en 2005, au cours duquel il termine meilleur buteur. Lors de la saison 2008 de V-League 1, il inscrit 10 buts en faveur de son club.
Après la saison 2016 de V.League 1, Quang Hải annonce sa retraite sportive en raison d'une longue blessure au dos persistante.

### Carrière internationale
Grâce à des performances impressionnantes avec son club de Khatoco Khánh Hoà, en équipe première comme chez les moins de 21 ans lors de la saison 2007, Quang Hải se voit appelé au sein de l'équipe vietnamienne des moins de 23 ans (en) pour les Jeux d'Asie du Sud-Est 2007 (en).
Quang Hải est ensuite sélectionné pour participer avec l'équipe du Vietnam à l'AFF Suzuki Cup 2008. Dans le cadre de cette compétition sud-est asiatique, il marque un but crucial contre Singapour lors de la demi-finale retour à l'extérieur, qualifiant le Vietnam en finale, après avoir reçu une passe décisive de Lê Công Vinh. Le 14 mai 2009, il marque un autre but tardif lors d'une victoire 1-0 contre le club grec de l'Olympiakos, à l'occasion d'un match d'exhibition, mais ce match n'est pas considéré comme un match FIFA,.

## Buts internationaux
Liste des buts inscrits par Nguyễn Quang Hải
| #  | Date             | Lieu de rencontre           | Adversaire   | But | Score final | Compétition                                                                  |
| -- | ---------------- | --------------------------- | ------------ | --- | ----------- | ---------------------------------------------------------------------------- |
| 1. | 21 décembre 2008 | Kallang, Singapour          | Singapour    | 1-0 | 1-0         | AFF Suzuki Cup 2008                                                          |
| 2. | 20 octobre 2009  | Hô Chi Minh-Ville, Viêt Nam | Turkménistan | 1-0 | 1-0         | Coupe Hô Chi Minh-Ville 2009                                                 |
| 3. | 22 octobre 2009  | Hô Chi Minh-Ville, Viêt Nam | Singapour    | 1-0 | 2-2         | Coupe Hô Chi Minh-Ville 2009                                                 |
| 4. | 3 juillet 2011   | Taipa, Macao                | Macao        | 2-0 | 7-1         | 1er tour des éliminatoires de la Coupe du monde de football 2014 : zone Asie |
| 5. | 28 juillet 2011  | Hanoï, Viêt Nam             | Qatar        | 2-1 | 2-1         | 2e tour des éliminatoires de la Coupe du monde de football 2014 : zone Asie  |
| 6. | 26 octobre 2012  | Hô Chi Minh-Ville, Viêt Nam | Laos         | 1-0 | 4-0         | Coupe VFF 2012                                                               |
| 7. | 26 octobre 2012  | Hô Chi Minh-Ville, Viêt Nam | Laos         | 2-0 | 4-0         | Coupe VFF 2012                                                               |

## Palmarès

### International
- Viêt Nam :  Vainqueur de l'AFF Suzuki Cup 2008